# US Festival

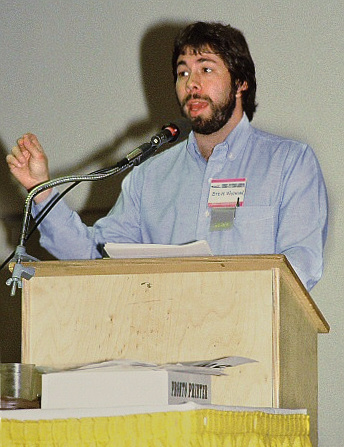
L'organizzatore Steve Wozniak all'Apple Convention di Boston nel 1983

L'US Festival (US pronunciato come il pronome personale in inglese) è il nome di due eventi musicali organizzati nei primi anni ottanta da Steve Wozniak, cofondatore della Apple. La prima edizione si svolse nel weekend del Labor Day nel 1982 mentre la seconda durante il weekend del Memorial Day nel 1983.
Wozniak finanziò personalmente la demolizione e la ricostruzione del Glen Helen Amphitheater, un nuovo spazio a cielo aperto destinato a ospitare un palcoscenico di ultima generazione presso il Glen Helen Regional Park vicino a Devore, San Bernardino, California, che è tuttora esistente e usato per eventi musicali come il Cal Jam.

## Labor Day Weekend, 1982

### Venerdì 3 settembre
- Gang of Four
- The Ramones
- The English Beat
- Oingo Boingo
- The B-52's
- Talking Heads
- The Police

### Sabato 4 settembre
- The Joe Sharino Band
- Dave Edmunds
- Eddie Money
- Santana
- The Cars
- The Kinks
- Pat Benatar
- Tom Petty & the Heartbreakers
- Prima video conferenza tra USA e URSS

### Domenica 5 settembre
- Breakfast with the Dead
- Jerry Jeff Walker
- Jimmy Buffett
- Jackson Browne
- Fleetwood Mac

## Memorial Day Weekend, 1983

### Sabato 28 maggio (New Wave Day)
- Divinyls
- INXS
- Wall of Voodoo, ultimo concerto di Stan Ridgway con i Wall of Voodoo
- Oingo Boingo
- The English Beat
- A Flock of Seagulls
- Stray Cats
- Men at Work
- The Clash, ultimo concerto di Mick Jones con i The Clash.

### Domenica 29 maggio (Heavy Metal Day)
- Quiet Riot
- Mötley Crüe
- Ozzy Osbourne
- Judas Priest
- Triumph
- Scorpions
- Van Halen

### Lunedì 30 maggio (Rock Day)
- Los Lobos (solo sul palco laterale)
- Little Steven & The Disciples of Soul
- Berlin
- Quarterflash
- U2
- Missing Persons
- The Pretenders
- Joe Walsh
- Stevie Nicks
- David Bowie

### Sabato 4 giugno (Country Day)
- Thrasher Brothers
- Ricky Skaggs
- Hank Williams, Jr.
- Emmylou Harris & The Hot Band
- Alabama
- Waylon Jennings
- Riders in the Sky
- Willie Nelson
- Gerald Ray Band